# Шиба Богдан Павлович
Богда́н Па́влович Ши́ба (нар. 8 січня 1962, с. Яструбичі, Радехівський район, Львівська область) — український політик.

## Освіта
У 1979 році поступив на навчання, а в 1984 році закінчив архітектурний факультет Львівського сільськогосподарського інституту за спеціальністю архітектура та планування сільських населених місць, кваліфікація архітектор.
Під час навчання в інституті був призером Всеукраїнських олімпіад з німецької мови, переможцем Всесоюзного та учасником конкурсу ЮНЕСКО в галузі архітектури.
У 1996 році поступив на навчання, а в 1998 році закінчив Львівський регіональний інститут державного управління, де отримав кваліфікацію магістра державного управління.

## Трудова діяльність
У 1978–1979 роках працював слюсарем у радгоспі імені Б. Хмельницького (с. Корчин Радехівського району Львівської області).
У 1984–1985 роках працював старшим інженером виробничої групи при архітекторові Любешівського району Волинської області.
У 1985–1992 роках працював архітектором Турійського району Волинської області.
У 1993–1994 роках працював завідувачем організаційного відділу Турійської районної державної адміністрації, головною районної організації Демократичної партії України.
26 червня 1994 року за результатами прямих виборів із трьох кандидатур обраний головою Турійської районної ради, із серпня 1995 по червень 2002 року працював головою Турійської районної державної адміністрації.
У 2002–2003 роках працював спеціалістом Турійської селищної ради.
У 2003–2005 роках працював заступником директора Агенції регіонального розвитку «Волинь», одночасно на громадських засадах — заступником керівника обласного блоку Віктора Ющенка «Наша Україна».
З лютого 2005 року по квітень 2006 року працював першим заступником голови Волинської обласної державної адміністрації. На виборах 26 березня 2006 року обраний на посаду Луцького міського голови,яку обіймав до листопада 2010 року.
31 жовтня 2010 року обраний депутатом Луцької міської ради за списком партії «За Україну!». Був секретарем постійної комісії міської ради з питань дотримання прав людини, законності, боротьби зі злочинністю, депутатської діяльності, етики та регламенту.
З 1 серпня по 21 листопада 2011 року працював начальником відділу, а згодом завідувачем сектору регіонального розвитку Головного управління містобудування, архітектури та житлово-комунального господарства Волинської облдержадміністрації.
Упродовж 2012 - 2016 р.р. займався громадською діяльністю.
З січня 2017 року по грудень 2023 року працював генеральним директором державного підприємства "Волиньстандартметрологія".
Член Народного Руху України з 1989 року.
Тричі — у 1990, 1994, 1998 роках — обирався депутатом Волинської обласної ради.
З 1999 по 2002 рік був головою Національної ради Демократичної партії України.
Згодом був в рядах Української народної партії. Потім, у 2005 - 2008 р.р. та у 2013 - 2014 р.р. був членом ВО «Батьківщина».
Далі залишився позапартійним.

## Джерело
- Волинські новини